# Yolande Avontroodt
Yolande Maria L Avontroodt (Antwerpen, 9 maart 1950) is een Belgische arbeidsgeneesheer en politica voor Open Vld.

## Levensloop
Yolande Avontroodt promoveerde in 1975 tot doctor in de geneeskunde aan de Rijksuniversiteit Gent. Daarnaast behaalde ze in 1978 een diploma arbeidsgeneeskunde aan de Katholieke Universiteit Leuven en in 1995 een diploma economie van de gezondheidszorg aan de Universiteit Antwerpen. Van 1975 tot 1990 was ze actief als arbeidsgeneesheer. Daarna was ze van 1990 tot 1995 medisch adviseur van de Liberale Mutualiteit.

### Politieke carrière
Bij de eerste rechtstreekse verkiezingen voor het Vlaams Parlement van 21 mei 1995 werd Avontroodt verkozen in de kieskring Antwerpen. Ze bleef Vlaams volksvertegenwoordiger tot juni 1999. Ze was daarna van 13 juni 1999 tot 13 juni 2010 voor VLD en daarna Open Vld lid van de Kamer van volksvertegenwoordigers voor de kieskring Antwerpen.
Ze werd gemeenteraadslid van Schilde na de lokale verkiezingen van 2000. Na maandenlange onderhandelingen tussen de CVP, Volksunie en haar VLD werd ze begin 2001 burgemeester van de gemeente. Ze behield deze functie tot de gemeenteraadsverkiezingen van 2012. Avontroodt werd vanaf januari 2013 naar de oppositie verwezen door een coalitie van N-VA en CD&V. Van 2012 tot 2018 was ze ook lid van de provincieraad van Antwerpen. Na de gemeenteraadsverkiezingen van 2018 werd ze in Schilde voorzitster van de gemeenteraad. Avontroodt vervulde deze functie tot eind 2024 en was vanaf dan enkel nog gemeenteraadslid.

### Overige functies
Avontroodt is sinds 2004 voorzitster van het algemeen beheerscomité van het Rijksinstituut voor Ziekte- en Invaliditeitsverzekering (RIZIV).
Sinds 2016 is ze bestuurder van de UZA Foundation.
Avontroodt is lid van de raden van bestuur van de ziekenhuizen GZA Ziekenhuizen in Antwerpen en Ziekenhuis Netwerk Antwerpen, lid van het bestuurscollege van het Universitair Ziekenhuis Brussel sinds 2015 en lid van de universiteitsraad van de Vrije Universiteit Brussel sinds 2015.
Ze is of was tevens:
- bestuurder (sinds 2011) en ondervoorzitster (sinds 2021) van het Museum van Hedendaagse Kunst Antwerpen,
- bestuurder van Vrienden van het M HKA vzw (sinds 2004),
- bestuurder van het Instituut voor Tropische Geneeskunde,
- bestuurder van Solidariteit Antwerpen vzw,
- bestuurder van de Evens Foundation,
- bestuurder van Mensura vzw,
- bestuurder van WIV (2016-2018),
- bestuurder van het Universitair Ziekenhuis Antwerpen (tot 2014),
- bestuurder van Acerta Public (2007-2014),
- bestuurder van het Federaal Kenniscentrum voor de Gezondheidszorg.

Ze is ridder in de Leopoldsorde.